# Bugs Bunny

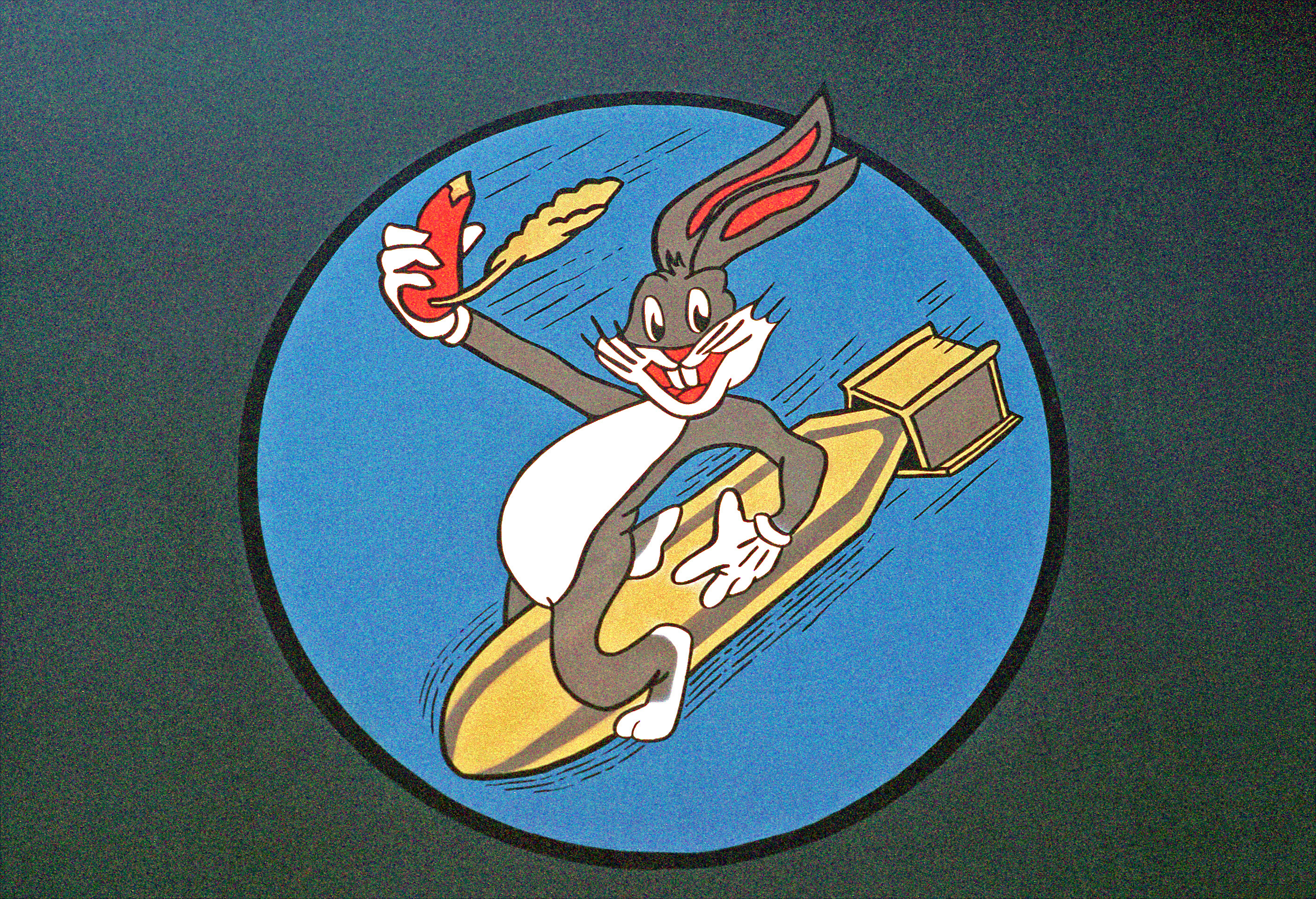
Bugs Bunny

Bugs Bunny is een personage uit de tekenfilmserie Looney Tunes/Merrie Melodies. Bugs is een van de bekendste tekenfilmfiguren ter wereld. Vooral bekend is zijn in een New Yorks accent gestelde vraag: "What's up doc?", die voor het eerst op 27 juli 1940 te horen was in A Wild Hare.
Bugs verscheen echter al in 1938 in een filmpje van Porky Pig: Porky's Hare Hunt. Het bekendst is hij echter geworden met zijn tegenspelers Elmer Fudd en Daffy Duck.

## Personage
Bugs is een antropomorf konijn of haas (of hij konijn of haas is, is onderwerp van discussie) met een grijs-witte vacht. Hij draagt doorgaans geen kleren, met uitzondering van witte handschoenen. Wel verkleedt hij zich geregeld.
Bugs raakt in vrijwel elk filmpje waarin hij meespeelt betrokken bij een conflict met een ander personage, maar dit is slechts zelden zijn eigen schuld. Meestal probeert hij conflicten te vermijden, maar als iemand hem kwaad maakt, deinst hij voor niets terug om die persoon terug te pakken. Wanneer hij zijn geduld verliest en openlijk het conflict aangaat, maakt hij dit kenbaar met de zin: "Of course you realize, this means war!" (een zin waarvan regisseur Chuck Jones later toegaf dat hij die van Groucho Marx in Duck Soup had geleend). 
In de filmpjes van de jaren dertig en veertig werd Bugs neergezet als een wild konijn. Zo woonde hij onder de grond in een konijnenhol. Ook gedroeg hij zich kinderlijk. In de latere filmpjes werd hij kalmer en volwassener in zijn gedrag.
Bugs vertoont qua gedrag enkele overeenkomsten met oudere literaire personages als Broer Konijn en Anansi. Hij houdt ervan zijn slachtoffers op het verkeerde been te zetten met practical jokes. In tegenstelling tot andere tekenfilmfiguren trekt hij zelf maar zelden aan het kortste eind.

## Geschiedenis

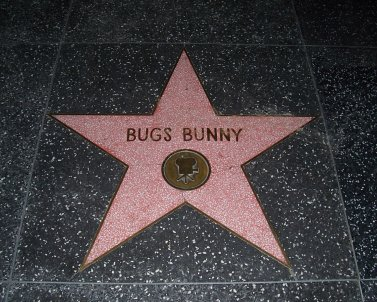
Bugs Bunny's ster op de Walk of Fame

Volgens historici zou Bugs gebaseerd zijn op een Walt Disney-personage genaamd Max Hare. Dit personage was ontworpen door Charlie Thorson voor het Silly Symphonies-filmpje The Tortoise and the Hare. Een prototype van Bugs Bunny was al te zien in het filmpje Porky's Hare Hunt uit 1938. Dit konijn werd in dat filmpje niet bij naam genoemd.
Bugs maakte zijn officiële debuut in het filmpje A Wild Hare uit 1940. De reden dat dit als Bugs' eerste officiële optreden wordt gezien, is omdat hij in dit filmpje voor het eerst lijkt op de Bugs Bunny zoals mensen hem tegenwoordig kennen. Zijn naam werd pas vermeld in het erop volgende filmpje, Elmer's Pet Rabbit. Beide filmpjes waren een groot succes, en Bugs werd een van de bekendste personages van de Looney Tunes. Rond 1942 was Bugs de ster van de Merrie Melodies-serie geworden. Nadien is hij in veel filmpjes te zien geweest.
Bugs werd ook buiten de filmpjes populair. Hij werd de mascotte voor Warner Bros, zoals Mickey Mouse de mascotte van Disney was. Van 1943 tot 1946 was Bugs Bunny ook de mascotte van het Kingman Army Air Field in Arizona.

## Stemacteurs
Mel Blanc is de acteur die het bekendst werd als de stem van Bugs Bunny. Hij vertolkte de rol vanaf Bugs' debuut gedurende 51 jaar. Na zijn dood in 1989 nam Jeff Bergman de rol over. Andere acteurs die de stem van Bugs hebben gedaan, zijn:
- Billy West
- Joe Alaskey
- Samuel Vincent
- Noel Blanc

### Nederlandse stemacteurs
- Martin van der Ham 1997-2001
- Hans Somers 2001-2015
- Florus van Rooijen 2015-heden

## Strip
Vanaf 1941 verscheen er ook een Amerikaanse strip Looney Tunes and Merrie Melodies getekend door Win Smith met daarin de figuur van Bugs Bunny. Deze strip verscheen in de jaren 40 en 50 ook in Europese stripbladen.

## Trivia
De naam van de tekenfilm A Wild Hare van regisseur Tex Avery werd in de Blue Ribbon Merrie Melodies gewijzigd naar The Wild Hare.